# ロバート・テイラー (俳優)
ロバート・テイラー（Robert Taylor, 1911年8月5日 - 1969年6月8日）は、アメリカの俳優。ネブラスカ州フィリー出身。本名はスパングラー・アーリントン・ブルー（Spangler Arlington Brugh）。

## 来歴
医者の家庭に生まれ、ドアン・カレッジで音楽（チェロ）を専攻。友人とトリオを組んでラジオ番組に出演した。のち恩師の移動に伴いカリフォルニア州ロス近郊クレアモントのポモナ・カレッジで学び、1930年代に入ると、演劇を志望する。舞台『旅路の果て』に出演したところをメトロ・ゴールドウィン・メイヤーにスカウト、1934年に7年の契約を結ぶ。
映画デビューは20世紀フォックス社に貸し出しされた『Handy Andy』、短編映画で初主演し、1936年には早くもマネー・メイキング・スターの第4位にランクされる。その水際立った美男子ぶりからグレタ・ガルボ、ジョーン・クロフォード、バーバラ・スタンウィックなど当時第一線で活躍した女優たちからの希望で彼女たちの相手役をつとめた。中でも1937年に共演したスタンウィックとは、その後恋に落ちて1939年に結婚。またキャリアも1940年、ヴィヴィアン・リーと共演したメロドラマの名作『哀愁』が決定打となり、ハリウッドに確固たる地位を築く。
順風満帆なスター人生と思われたが、1944年に『Song of Russia』で親ソ的な指揮者を演じたのが原因で、1947年に下院非米活動委員会に召喚され、そこで思想的背景を否定し、アメリカとハリウッドに忠誠を誓うが、当時ハリウッドで多くの俳優に暗い影を落とした赤狩りは、テイラーもその例外ではなかった。1951年、『クォ・ヴァディス』が大ヒットし、テイラーもアクション・スターとしても人気を博す。1951年にスタンウィックと離婚。1954年にはウルスラ・ティースと結婚、二人の子宝に恵まれる。1959年から3年間続いたテレビシリーズ『ミステリー61』に主演。1961年にMGMとの契約が切れてからは精彩を欠き、1969年に肺ガンにより世を去った。
彼の功績を記念して、MGM撮影所の建物の一つがロバート・テイラー・ビルと名づけられていたが、50人の脚本家たちが彼は非米活動委員会で仲間を名指しした人物だとしてロビー活動をした結果、1989年にジョージ・キューカー・ビルと改称された。

## 主な出演作品
| 公開年    | 邦題 原題                                                   | 役名                                | 備考                       |
| --------- | ----------------------------------------------------------- | ----------------------------------- | -------------------------- |
| 1934      | 我が家の誇り There's Always Tomorrow                        | アーサー・ホワイト                  |                            |
| 1935      | 歓楽の女王 Times Square Lady                                | スティーヴ・J・ゴードン             |                            |
| 1935      | 空の軍隊 West Point of the Air                              | ジャスキー                          |                            |
| 1935      | 踊るブロードウェイ Broadway Melody of 1936                  | ロバート・ゴードン                  |                            |
| 1935      | 愛と光 Magnificent Obsession                                | ロバート・メリック                  |                            |
| 1936      | 小都会の女 Small Town Girl                                  | ロバート・ダーキン                  |                            |
| 1936      | 愛の花籠 Private Number                                     | リチャード・ウィンフィールド        |                            |
| 1936      | 愛怨二重奏 His Brother's Wife                               | クリス・クレイボーン                |                            |
| 1936      | 豪華一代娘 The Gorgeous Hussy                               | ボウ・ティンバーレイク              |                            |
| 1936      | 椿姫 Camille                                                | アルマン・デュヴァル                |                            |
| 1937      | 座り込み結婚 Personal Property                              | レイモンド・ダブニー / ファーガソン |                            |
| 1937      | 踊る不夜城 Broadway Melody of 1938                          | スティーヴ                          |                            |
| 1938      | 響け凱歌 A Yank at Oxford                                   | リー・シェリダン                    |                            |
| 1938      | 三人の仲間 Three Comrades                                   | エリック                            |                            |
| 1938      | 群衆は叫ぶ The Crowd Roars                                  | トミー / キラー・マッコイ           |                            |
| 1939      | レディ・オブ・ザ・トロピクス Lady of the Tropics            | ビル                                |                            |
| 1940      | 哀愁 Waterloo Bridge                                        | ロイ・クローニン                    |                            |
| 1940      | 大編隊 Flight Command                                       | アラン・ドレイク                    |                            |
| 1941      | 最後の無法者 Billy the Kid                                  | ビリー・ザ・キッド                  |                            |
| 1949      | 賄賂 The Bribe                                              | リグビー                            |                            |
| 1950      | 流血の谷 Devil's Doorway                                    | ランス・プール                      |                            |
| 1951      | クォ・ヴァディス Quo Vadis                                  | マルクス・ウィニキウス              |                            |
| 1951      | 女群西部へ! Westward the Women                              | バック・ワイアット                  |                            |
| 1952      | 黒騎士 Ivanhoe                                              | アイバンホー                        |                            |
| 1952      | 決戦攻撃命令 Above and Beyond                               | Paul W. Tibbets                     |                            |
| 1953      | 荒原の疾走 Ride, Vaquero!                                   | リオ                                |                            |
| 1953      | 兄弟はみな勇敢だった All the Brothers Were Valiant          | ジョエル・ショアー                  |                            |
| 1953      | 円卓の騎士 Knights of the Round Table                       | ランスロット                        |                            |
| 1954      | 王家の谷 Valley of the Kings                                | マーク・ブランドン                  |                            |
| 1954      | 悪徳警官 Rogue Cop                                          | Christopher Kelvaney                |                            |
| 1955      | 渡るべき多くの河 Many Rivers to Cross                       | Bushrod Gentry                      |                            |
| 1956      | 最後の銃撃 The Last Hunt                                    | チャーリー・ギルソン                |                            |
| 1956      | あの日あのとき D-Day the Sixth of June                      | ブラッド・パーカー                  |                            |
| 1958      | 西部の旅がらす Saddle the Wind                              | スティーヴ・シンクレア              |                            |
| 1958      | ゴーストタウンの決斗 The Law and Jake Wade                  | ジェイク・ウェイド                  |                            |
| 1958      | 暗黒街の女 Party Girl                                       | トミー・ファレル                    |                            |
| 1958      | 決断 The Hangman                                            | マッケンジー                        |                            |
| 1959      | キリマンジャロの決斗 Killers of Kilimanjaro                 | ロバート・アダムソン                |                            |
| 1959-1962 | ミステリー61 The Detectives                                 | マット・ホルブルック警部            | テレビシリーズ、計97話出演 |
| 1963      | 第二次大戦秘話・白馬奪回作戦 Miracle of the White Stallions | Col. Podhajsky                      |                            |
| 1963      | 決闘ブラックヒル Cattle King                                | サム・ブラスフィールド              |                            |
| 1964      | 禁じられた家 A House Is Not a Home                          | フランク                            |                            |
| 1964      | ナイト・ウォーカー 夜歩く者 The Night Walker                | バリー・モーランド                  |                            |
| 1967      | ガンファイターが帰って来た Return of the Gunfighter         | ベン・ワイアット                    |                            |
| 1967      | 荒野のアパッチ Hondo and the Apaches                        | ギャラハー                          | テレビ映画                 |
| 1968      | 青春ダイナマイト Where Angels Go Trouble Follows!           | ミスター・フライデー                |                            |

## 参照
1. ↑  Torgerson, Dial (1969年6月9日). “Hollywood Star Walk: Robert Taylor”.   latimes.com. 2013年1月22日閲覧。
2. ↑  “Barbara Stanwyck Weds Robert Taylor on Coast”. Pittsburgh Post-Gazette:  p. 1. (1939年5月15日) 2013年1月22日閲覧。
3. ↑  Imwold et al. 2005, pp. 188–189.
4. ↑  “Reds Are Blasted By Robert Taylor”. The Montreal Gazette:  p. 2. (1947年10月23日) 2013年1月22日閲覧。
5. ↑  “Calm Barbara Stanwyck Divorces Robert Taylor”. Eugene Register-Guard:  p. 1. (1951年2月21日) 2013年1月22日閲覧。
6. ↑  “Robert Taylor, Ursula Thiess Wed”. Times Daily:  p. 4. (1954年5月24日) 2013年1月23日閲覧。